# Gatlin Peak
Der Gatlin Peak ist ein rund 1950 m hoher, markanter, verschneiter und etwas abgelegener  Berg im Palmerland auf der Antarktischen Halbinsel. Er ragt 7 km nordöstlich des Steel Peak am nordöstlichen Ende der Welch Mountains auf.
Der United States Geological Survey kartierte ihn im Jahr 1974. Das Advisory Committee on Antarctic Names benannte ihn 1976 nach Donald H. Gatlin (* 1941) von den Reservestreitkräften der United States Navy, Navigator einer Lockheed C-130 Hercules bei Flügen zur Erstellung von Luftaufnahmen bei der Operation Deep Freeze der Jahre 1968 und 1969.